# SDSS 1557
SDSS 1557（SDSS J155720.77+091624.6，WD 1554+094）是由一顆白矮星和一顆棕矮星組成的聯星系統。該系統被一個環聯星岩屑盤包圍。岩屑盤是在過去一顆小行星圍繞白矮星時受到潮汐干擾形成的。

## 棕矮星伴星
2011年，人們發現該系統確實顯示出Y和J波段過剩，這暗示有一顆伴星。使用雙子座天文臺和甚大望遠鏡上的儀器進行的後續觀測揭示了次級恆星，即棕矮星SDSS-1557B，以及圍繞聯星的一個環聯星盤。研究人員借助4482Å處的鎂吸收線量測了徑向速度的變化，發現一顆66MJ的棕矮星以大約0.7R☉的距離圍繞白矮星運行，軌道週期大約為2.27小時。受輻射的棕矮星也顯示出氫α發射線。
哈伯太空望遠鏡的WFC3使用時間分辨分光光度法進行了額外的觀測。SDSS 1557B類似於超短週期行星，並可能潮汐鎖定。白矮星在紫外線中發出的輻射比主序恆星更多。相較於常規的熱木星，這導致SDSS 1557B的紫外線暴露更高。SDSS 1557B被潮汐鎖定的事實，在棕矮星的白天和夜晚造成了巨大的溫度變化。研究人員發現，棕矮星在將熱量從白天重新分配到夜晚方面的效率低下。他們還發現，夜晚可能由雲主導，白天可能由不透明的H-主導，並且可能有逆溫現象。

## 聯環星盤
2011年，其星周盤的K波段過量，使該系統首次被懷疑是一顆白矮星。該系統還顯示出高金屬豐度（鈣、鎂、矽），表明白矮星被行星碎片污染。
星周環位於3.3R☉左右，在洛希瓣的外部。盤面的塵埃顆粒溫度為1100K。來自盤中的物質以溪流的形式穿過盤和白矮星之間的空隙。這是因聯星而聞名的過程，並且可以在其它聯星中看到，例如CoRoT 223992193。

## 系統的過去演變
該系統至少在1.5Gyr前形成，是一顆恆星（1.06-1.85M☉）和過去半長軸小於1AU的伴星組成的低質量比聯星。另一方面，這顆小行星的軌道比幾個天文單位還大。當這顆恆星變成巨星時，棕矮星被吞噬，這是一個被稱為共有包層的演化階段。大約3,300萬年前，共有包層被彈出，形成了一顆低質量的氦核白矮星。這形成了現在稱為SDSS 1557的聯星系統。一顆小的行星，可能是一顆大於4公里的小行星，質量至少為1014 kg在恆星的巨星階段倖存下來。當它穿過洛希半徑時，它被分散到聯星系統中，並受到白矮星的潮汐破壞。由此產生的碎片雲變成了我們今天看到的圓盤。